# جاك ريتشاردسون (لاعب كرة قاعدة)
جاك ريتشاردسون (بالإنجليزية: Jack Richardson)‏ هو لاعب كرة قاعدة أمريكي، ولد في 3 أكتوبر 1892 في سنترال سيتي في الولايات المتحدة، وتوفي في 18 يناير 1970 في ماريون في الولايات المتحدة.

## وصلات خارجية
- جاك ريتشاردسون على موقعبيزبول رفرنس.كوم (الدوري الرئيسي) (الإنجليزية)
- جاك ريتشاردسون على موقعبيزبول رفرنس.كوم (الدوري الثانوي) (الإنجليزية)